# Erythrolamprus pyburni
Erythrolamprus pyburni är en ormart som beskrevs av MARKEZICH och DIXON 1979. Erythrolamprus pyburni ingår i släktet Erythrolamprus och familjen snokar. Inga underarter finns listade i Catalogue of Life.
Arten är bara känd från en liten region i departementet Meta i centrala Colombia. Individerna gräver i lövskikten och i lös jord. Antagligen lägger honor ägg.
Populationens storlek är okänd. IUCN kategoriserar arten globalt som otillräckligt studerad.